# Bermuda i olympiska sommarspelen 1968
Bermuda deltog med sex deltagare vid de olympiska sommarspelen 1968 i Mexico City. Ingen av landets deltagare erövrade någon medalj.